# دکتر کیلدر
دکتر کیلدر (انگلیسی: Dr. Kildare) نام یک مجموعهٔ تلویزیونی درام آمریکایی است که در ۱۹۱ قسمت، از ۱۹۶۱ تا ۱۹۶۶ میلادی از شبکهٔ «ان‌بی‌سی» به روی آنتن رفت.